# Toro Canyon (Californie)
Toro Canyon est une census-designated place du comté de Santa Barbara, dans l'État de Californie, aux États-Unis,. En 2020, elle compte une population de 1 835 habitants.